# 3e cérémonie des Australian Academy of Cinema and Television Arts Awards
La 3e cérémonie des Australian Academy of Cinema and Television Arts Awards (AACTA Awards), décernés par la Australian Academy of Cinema and Television Arts, a eu lieu le 30 janvier 2014 et a récompensé les meilleurs films et programmes de télévision réalisés l'année précédente,.
Les nominations ont été annoncées le 3 décembre 2013. Une cérémonie séparée des AACTA International Awards, récompensant les films non-australiens, s'est déroulée à Los Angeles le 10 janvier 2014.

## Palmarès

### Cinéma

#### Meilleur film
- Gatsby le Magnifique (The Great Gatsby)
  - Dead Europe
  - Mystery Road
  - The Rocket
  - Satellite Boy
  - The Turning

#### Meilleur réalisateur
- Baz Luhrmann pour Gatsby le Magnifique (The Great Gatsby)
  - Kim Mordaunt pour The Rocket
  - Ivan Sen pour Mystery Road
  - Les 18 réalisateurs du film (Jonathan auf der Heide, Tony Ayres, Jub Clerc, Robert Connolly, Shaun Gladwell, Rhys Graham, Justin Kurzel, Yaron Lifschitz, Anthony Lucas, Claire McCarthy, Ian Meadows, Ashlee Page, Stephen Page, Simon Stone, Warwick Thornton, Marieka Walsh, Mia Wasikowska, David Wenham) pour The Turning

#### Meilleur acteur
- Leonardo DiCaprio pour le rôle de Jay Gatsby dans Gatsby le Magnifique (The Great Gatsby)
  - Sitthiphon Disamoe pour le rôle d'Ahlo dans The Rocket
  - Ewen Leslie pour le rôle d'Isaac dans Dead Europe
  - Hugo Weaving pour le rôle de Bob Lang dans The Turning

#### Meilleure actrice
- Rose Byrne pour le rôle de Rae dans The Turning
  - Carey Mulligan pour le rôle de Daisy Buchanan dans Gatsby le Magnifique (The Great Gatsby)
  - Tasma Walton pour le rôle de Mary Swan dans Mystery Road
  - Naomi Watts pour le rôle de Lil dans Perfect Mothers (Adoration)

#### Meilleur acteur dans un second rôle
- Joel Edgerton pour le rôle de Tom Buchanan dans Gatsby le Magnifique (The Great Gatsby)
  - Marton Csokas pour le rôle de Nico dans Dead Europe
  - Thep Phongam pour le rôle de Purple dans The Rocket
  - Angus Sampson pour le rôle de Lindsay Morgan dans 100 Bloody Acres

#### Meilleure actrice dans un second rôle
- Elizabeth Debicki pour le rôle de Jordan Baker dans Gatsby le Magnifique (The Great Gatsby)
  - Isla Fisher pour le rôle de Myrtle Wilson dans Gatsby le Magnifique (The Great Gatsby)
  - Mirrah Foulkes pour le rôle de Fay dans The Turning
  - Alice Keohavong pour le rôle de Mali dans The Rocket

#### Meilleur scénario original
- The Rocket – Kim Mordaunt
  - 100 Bloody Acres – Colin Cairnes et Cameron Cairnes
  - Drift – Morgan O'Neill et Tim Duffy
  - Mystery Road – Ivan Sen

#### Meilleur scénario adapté
- Gatsby le Magnifique (The Great Gatsby) – Baz Luhrmann et Craig Pearce
  - Perfect Mothers (Adoration) – Christopher Hampton
  - Dead Europe – Louise Fox
  - The Turning – Les scénaristes du film et Tim Winton

#### Meilleurs décors
- Gatsby le Magnifique (The Great Gatsby) – Catherine Martin, Karen Murphy, Ian Gracie et Beverley Dunn
  - Perfect Mothers (Adoration) – Annie Beauchamp
  - Goddess – Annie Beauchamp
  - The Rocket – Pete Baxter

#### Meilleurs costumes
- Gatsby le Magnifique (The Great Gatsby) – Catherine Martin, Silvana Azzi Heras et Kerry Thompson
  - Perfect Mothers (Adoration) – Joanna Mae Park
  - Goddess – Shareen Beringer
  - The Rocket – Woranun Pueakpun et Sylvia Wilczynski

#### Meilleure photographie
- Gatsby le Magnifique (The Great Gatsby) – Simon Duggan
  - Drift – Geoffrey Hall, Rick Rifici et Rick Jakovich
  - Goddess – Damian E. Wyvill
  - The Rocket – Andrew Commis

#### Meilleur montage
- Gatsby le Magnifique (The Great Gatsby) – Matt Villa, Jason Ballantine et Jonathan Redmond
  - Mystery Road – Ivan Sen
  - The Rocket – Nick Meyers
  - The Turning – Les monteurs du film (Beckett Broda, Dany Cooper, Gabriel Dowrick, Mat Evans, Annabelle Johnson, David Whittaker)

#### Meilleur son
- Gatsby le Magnifique (The Great Gatsby) – Wayne Pashley, Jenny Ward, Fabian Sanjurjo, Steve Maslow, Phil Heywood et Guntis Sics
  - Mystery Road – Lawrence Horne, Nick Emond, Joe Huang, Phil Judd, Les Fiddess et Greg Fitzgerald
  - The Rocket – Sam Petty, Brooke Trezise, Nick Emond, Sam Hayward et Yulia Akerholt
  - Satellite Boy – Phil Judd, Liam Egan, Nick Emond, Glenn Butler, Les Fiddess et Jennifer Sochackyj

#### Meilleure musique de film
- Gatsby le Magnifique (The Great Gatsby) – Craig Armstrong
  - Dead Europe – Jed Kurzel
  - Drift – Michael Yezerski
  - The Rocket – Caitlin Yeo

### Documentaires

#### Meilleur film documentaire
- Red Obsession
  - I Am A Girl
  - Once My Mother
  - Shadow of Doubt

#### Meilleur programme télévisé documentaire
- Redesign My Brain (ABC1)
  - Desert War (ABC1)
  - First Footprints (ABC1)
  - Jabbed - Love, Fear and Vaccines (SBS)

#### Meilleur réalisateur
- Warwick Ross et David Roach pour Red Obsession
  - Anna Broinowski pour Aim High In Creation!
  - Rebecca Barry pour I Am A Girl
  - Paul Scott pour Redesign My Brain (épisode 1 Make Me Smarter)

#### Meilleure photographie
- Kakadu (épisode 4) – Nick Robinson et Luke Peterson
  - Desert War (épisode 1 Tobruk) – Jim Frater
  - I Am A Girl – Nicola Daley
  - Red Obsession – Lee Pullbrook et Steve Arnold

#### Meilleur montage
- Desert War (épisode 1 Tobruk) – Lawrie Silvestrin
  - I Am A Girl – Lindi Harrison
  - In Bob We Trust – Lynn-Maree Milburn, Richard Lowenstein, Andrew de Groot, Lora-Mae Adrao
  - Redesign My Brain (épisode 1 Make Me Smarter) – Philippa Rowlands

#### Meilleur son
- Desert War (épisode 1 Tobruk) – Ash Gibson Greig, Ric Curtin, Glenn Martin, Ash Charlton et Chris Bollard
  - Fallout – Antony Partos, Livia Ruzic et Keith Thomas
  - Once My Mother – Cezary Skubiszewski, Michael Gissing et Mark Keating
  - Red Obsession – Burkhard Dallwitz, Amanda Brown, Liam Egan et Andrew Neil

### Courts métrages

#### Meilleur court métrage de fiction
- The Last Time I Saw Richard
  - Perception
  - Record
  - Tau Seru (Small Yellow Field)

#### Meilleur court métrage d'animation
- A Cautionary Tail
  - Butterflies
  - The Dukes of Bröxstônia - Mojo
  - Woody

### Télévision

#### Meilleure série dramatique
- Redfern Now (ABC1)
  - Offspring (Network Ten)
  - Serangoon Road (ABC1)
  - Wentworth (SoHo)

#### Meilleure série comique
- Please Like Me (ABC2)
  - The Agony of Life (ABC1)
  - Gruen Nation (ABC1)
  - Shaun Micallef's Mad as Hell (ABC1)
  - Upper Middle Bogan (ABC1)

#### Meilleure mini-série ou du meilleur téléfilm
- Top of the Lake (UKTV)
  - An Accidental Soldier (ABC1)
  - Mrs Biggs (Seven Network)
  - Power Games: The Packer-Murdoch Story (Nine Network)

#### Meilleur acteur dans une série dramatique
- Lachy Hulme pour le rôle de  dans Power Games: The Packer-Murdoch Story
  - Ernie Dingo pour le rôle de  dans Redfern Now
  - Remy Hii pour le rôle de  dans Better Man
  - Meyne Wyatt pour le rôle de  dans Redfern Now

#### Meilleure actrice dans une série dramatique
- Claudia Karvan pour le rôle de  dans The Time of Our Lives
  - Marie Bunel pour le rôle de  dans An Accidental Soldier
  - Asher Keddie pour le rôle de  dans Offspring
  - Sheridan Smith pour le rôle de  dans Mrs Biggs

#### Meilleur acteur dans un second rôle ou invité dans une série dramatique
- Luke Ford pour le rôle de  dans Power Games: The Packer-Murdoch Story (Part 2)
  - Alexander England (en) pour le rôle de  dans Power Games: The Packer-Murdoch Story (Part 1)
  - Peter Mullan pour le rôle de Matt Mitcham dans Top of the Lake (épisode 5 The Dark Creator)
  - David Wenham pour le rôle de  dans Better Man (Part 2)

#### Meilleure actrice dans un second rôle ou invitée dans une série dramatique
- Kat Stewart pour le rôle de  dans Offspring (Episode 9)
  - Kris McQuade pour le rôle de  dans Wentworth (épisode 10 Checkmate)
  - Heather Mitchell pour le rôle de  dans Power Games: The Packer-Murdoch Story (Part 1)
  - Robyn Nevin pour le rôle de Jude dans Top of the Lake (épisode 4 A Rainbow Above Us)

#### Meilleure performance comique
- Shaun Micallef pour le rôle de  dans Shaun Micallef's Mad as Hell
  - Lisa McCune pour le rôle de  dans It's A Date
  - Robyn Nevin pour le rôle de  dans Upper Middle Bogan
  - Josh Thomas pour le rôle de  dans Please Like Me

#### Meilleure réalisation
- Power Games: The Packer-Murdoch Story – Glendyn Ivin (Part 1)
  - An Accidental Soldier – Rachel Ward
  - Please Like Me – Matthew Saville (épisode 3 Portuguese Custard Tarts)
  - Top of the Lake – Garth Davis (épisode 5 The Dark Creator)

#### Meilleur scénario
- Offspring – Debra Oswald (saison 4, épisode 6)
  - Power Games: The Packer-Murdoch Story – Samantha Winston (Part 1)
  - Redfern Now – Steven McGregor (saison 2, épisode 3 Babe in Arms)
  - Upper Middle Bogan – Robyn Butler, Wayne Hope et Gary McCaffrie (épisode 5 No Angel)

#### Meilleurs décors
- Peleda – Nathan Jurevicius (épisode 3 The Amber Shard)
  - An Accidental Soldier – Clayton Jauncey
  - Mrs Biggs – Pat Campbell (épisode 5)
  - Top of the Lake – Fiona Crombie (épisode 5 The Dark Creator)

#### Meilleurs costumes
- Miss Fisher enquête (Miss Fisher's Murder Mysteries) – Marion Boyce(saison 2, épisode 1 Murder Most Scandalous)
  - An Accidental Soldier – Terri Lamera
  - Mrs Biggs – Amy Roberts et Kitty Stuckey (épisode 3)
  - Top of the Lake – Emily Seresin (épisode 5 The Dark Creator)

#### Meilleure photographie
- Top of the Lake – Adam Arkapaw (épisode 5 The Dark Creator)
  - An Accidental Soldier – Germain McMicking
  - Mrs Biggs – Fabian Wagner (épisode 3)
  - Redfern Now – Jules O'Loughlin (saison 2, épisode 6 Dogs of War)

#### Meilleur montage
- Mrs Biggs – Ben Lester et Mark Atkin (épisode 3)
  - Power Games: The Packer-Murdoch War – Mark Perry (Part One)
  - Redfern Now – Dany Cooper (saison 2, épisode 6 Dogs of War)
  - Top of the Lake – Scott Gray (épisode 5 The Dark Creator)

#### Meilleur son
- Top of the Lake – Richard Flynn, Tony Vaccher, John Dennison, Craig Butters, Danny Longhurst et Blair Slater (épisode 5 The Dark Creator)
  - Australia's Got Talent – John Simpson (saison 7, épisode 1 Auditions)
  - Mrs Biggs – John Wilkinson, John Hughes, Clare Howarth, John Senior et John Whitworth (épisode 5)
  - Redfern Now – Grant Shepherd, Wes Chew, Robert MacKenzie, Tom Herdman et Sam Gain-Emery (saison 2, épisode 3 Babes in Arms)

#### Meilleure musique
- Redfern Now – Antony Partos (saison 2, épisode 3 Babes in Arms)
  - Mrs Biggs – Bryony Marks (épisode 3)
  - Nowhere Boys – Cornel Wilczek (épisode 1)
  - Top of the Lake – Mark Bradshaw (épisode 5 The Dark Creator)

### AACTA International Awards
La 3e cérémonie des AACTA International Awards, décernés par la Australian Academy of Cinema and Television Arts, a eu lieu le 10 janvier 2014 et a récompensé les meilleurs films internationaux réalisés l'année précédente.

#### Meilleur film
- Gravity
  - American Bluff (American Hustle)
  - Capitaine Phillips (Captain Phillips)
  - Rush
  - Twelve Years a Slave

#### Meilleur réalisateur
- Alfonso Cuarón pour Gravity
  - Paul Greengrass pour Capitaine Phillips (Captain Phillips)
  - Baz Luhrmann pour Gatsby le Magnifique (The Great Gatsby)
  - Steve McQueen pour Twelve Years a Slave
  - David O. Russell pour American Bluff (American Hustle)

#### Meilleur acteur
- Chiwetel Ejiofor pour le rôle de Solomon Northup dans Twelve Years a Slave
  - Christian Bale pour le rôle de Irving Rosenfeld dans American Bluff (American Hustle)
  - Leonardo DiCaprio pour le rôle de Jordan Belfort dans Le Loup de Wall Street   (The Wolf of Wall Street)
  - Tom Hanks pour le rôle de Richard Phillips dans Capitaine Phillips (Captain Phillips)
  - Matthew McConaughey pour le rôle de Ron Woodroof dans Dallas Buyers Club

#### Meilleure actrice
- Cate Blanchett pour le rôle de Jasmine dans Blue Jasmine
  - Amy Adams pour le rôle de Sydney Prosser dans American Bluff (American Hustle)
  - Sandra Bullock pour le rôle de Dr Ryan Stone dans Gravity
  - Judi Dench pour le rôle de Philomena Lee dans Philomena
  - Meryl Streep pour le rôle de Violet Weston dans Un été à Osage County (August: Osage County)

#### Meilleur acteur dans un second rôle
- Michael Fassbender pour le rôle d'Edwin Epps dans Twelve Years a Slave
  - Bradley Cooper pour le rôle de Richie DiMaso dans American Bluff (American Hustle)
  - Joel Edgerton pour le rôle de Tom Buchanan dans Gatsby le Magnifique (The Great Gatsby)
  - Jared Leto pour le rôle de Rayon dans Dallas Buyers Club
  - Geoffrey Rush pour le rôle de Hans Hubermann dans La Voleuse de livres (The Book Thief)

#### Meilleure actrice dans un second rôle
- Jennifer Lawrence pour le rôle de Rosalyn Rosenfeld dans American Bluff (American Hustle)
  - Sally Hawkins pour le rôle de Ginger dans Blue Jasmine
  - Lupita Nyong'o pour le rôle de Patsey dans Twelve Years a Slave
  - Julia Roberts pour le rôle de Barbara Weston-Fordham dans Un été à Osage County (August: Osage County)
  - Octavia Spencer pour le rôle de Wanda Johnson dans Fruitvale Station

#### Meilleur scénario
- American Bluff (American Hustle) – Eric Warren Singer et David O. Russell
  - Blue Jasmine – Woody Allen
  - Dans l'ombre de Mary (Saving Mr. Banks) – Kelly Marcel et Sue Smith
  - Inside Llewyn Davis – Joel et Ethan Coen
  - Twelve Years a Slave – John Ridley

## Statistiques

### Nominations multiples

#### Cinéma
14 : Gatsby le Magnifique
12 : The Rocket
7 : The Turning
6 : Mystery Road
5 : Dead Europe
4 : Perfect Mothers
3 : Drift, Goddess
2 : 100 Bloody Acres, Satellite Boy

#### Télévision
10 : Top of the Lake
8 : Mrs Biggs, Redfern Now
7 : Power Games: The Packer-Murdoch Story
6 : An Accidental Soldier
4 : Offspring
3 : Please Like Me, Upper Middle Bogan
2 : Better Man, Shaun Micallef's Mad as Hell, Wentworth

### Récompenses multiples

#### Cinéma
12 : Gatsby le Magnifique

#### Télévision
3 : Power Games: The Packer-Murdoch Story, Top of the Lake
2 : Offspring, Redfern Now